# 田村庄司の乱
田村庄司の乱（たむらしょうじのらん）とは、応永2年（1395年）から3年（1396年）にかけて、陸奥国安積郡（後世の磐城国田村郡）の田村則義・清包父子一族によって起こされた鎌倉府に対する反乱。通説では、小山若犬丸と連携して起こされた「小山氏の乱」の一環とみなされている。

## 前史
田村氏は平安時代に征夷大将軍に任命されて蝦夷討伐で活躍した坂上田村麻呂を祖とし、その子孫が代々田村荘を中心とした田村地方を領してきたとされる。その後この坂上氏系田村氏は奥州藤原氏に従属したと推定されているものの、奥州藤原氏の滅亡（奥州合戦）後の動向は不明であり、没落したと見られる。これにより権力の空白が生じた鎌倉時代の田村地方には田村荘の庄司となった藤原氏系とされる「田村庄司氏」と、後に三春城を築き戦国大名化した平氏系とされる「三春田村氏」が並び立つこととなった。彼らは共に田村氏を名乗り、坂上氏の後裔を称していることから、田村地方に進出後土着の過程で残存していた坂上氏系田村氏の勢力と結びついたものと思われる。
鎌倉幕府崩壊後成立した建武政権は南の白河地方を治める白河結城氏に田村地方の検断職を認め、田村庄司氏と三春田村氏はその傘下に入った。ところが、南北朝の争いの本格化によって田村庄司氏は南朝方、三春田村氏は北朝方に分かれ、白河結城氏も当初は南朝方であったものが後に北朝型に転じた。また、室町幕府によって畠山氏や斯波氏などが派遣されるなど、奥羽各地で激しい戦いが繰り広げられ、田村庄司氏の本拠であった宇津峰城は貞和3年/正平2年（1347年）と文和2年/正平8年（1353年）の2度にわたって北朝方によって攻め落とされている。この際、巧みに立ち回ったのは白河結城氏で北朝投降時に一時失った田村荘の検断職を足利尊氏から再度保証されただけでなく、田村荘の一部を恩賞として与えられて田村庄司氏は勿論、三春田村氏に対しても優位な立場に立てるようになった。
明徳3年（1392年）、陸奥国・出羽国の管轄がこれまでの奥州管領から鎌倉府に移管された。伊達氏や蘆名氏と並ぶ奥羽の有力武家となった白河結城氏は、室町幕府中央、元奥州管領の斯波氏、鎌倉府の3者との複雑なバランスの中で自己の勢力の拡大を図り、田村庄司氏や三春田村氏はその圧力を真っ先に受けることになった。

## 田村庄司の乱
そのような中で勃発したのが田村庄司の乱であった。従来の解釈では、鎌倉公方足利氏満によって攻め滅ぼされた小山氏の遺児である小山若犬丸は、小山氏の旧拠点であった祇園城周辺でなお抵抗活動を続けていたが、密かに後援を受けていた小田氏もまた鎌倉府との戦闘に敗北した結果関東に留まれなくなり、小山氏の旧領があった陸奥国南部に逃れ田村氏を頼った。しかし奥羽両国の鎌倉府への移管によって追討を逃れられぬと覚悟し応永3年2月13日祇園城を奪回。これに呼応した田村庄司氏や新田義宗の子とされる相模守某（一説では脇屋義則）ら旧南朝の残党が挙兵して白河方面に攻め込んだ。これに対して鎌倉公方足利氏満は自ら軍勢を率いて応永3年（1396年）2月28日に鎌倉を出発、祇園城に近い古河に入るが、若犬丸が祇園城を脱出して田村庄司氏を頼ったと知ると5月27日に古河を出て北上し、6月1日に結城満朝の館に入った。鎌倉府と白河結城氏の軍事力を前に、田村・小山・新田の諸軍は敗退し、田村荘を制した氏満は7月1日に鎌倉に帰還した。田村則義・清包は自害して田村庄司氏は没落し、若犬丸は翌年1月逃亡先の会津地方で蘆名氏に討たれたとされている。
しかし、近年の研究によると鎌倉府が若犬丸の行方を追及していたのは事実であるが、奥羽両国に対して具体策を示す前に乱が発生しており、実際の反乱において主導的な立場にあったのは、乱の名が示す通り田村庄司氏であったとみられている。小国浩寿はその原因として2つの要素をあげている。1つはかねてから対立関係にあった白河結城氏が応永元年（1394年）に鎌倉府が命じた鶴岡八幡宮造営のための段銭徴収を田村荘の検断職の立場から命じたことである。所領を巡って対立する田村庄司氏がこれを無視すると、白河結城氏は鎌倉府への反抗として報告した可能性が高いとしている。もう1つはこれまで奥州管領の指揮下にあった白河結城氏が鎌倉府の指揮下に移されるにあたり、鎌倉府から御料所として所領の進上が要求され、白河結城氏はその候補として同氏の本領ではなく、田村荘を充てようとしたことにあったとみられている。上記従来説では乱の発生は応永3年（1396年）とされているが、既に前年の応永2年（1395年）の段階で田村荘内や阿武隈川沿いの地域において「田村御退治」を名目とした戦闘が勃発しており、こうした流れを裏付けている。更に小山若犬丸が頼った小田氏や田村庄司氏は、ともに臨済宗幻住派の復庵宗己の法統（「大光派」と称される）とつながりがあり、最終的には敵対する側に立った三春田村氏・蘆名氏など若犬丸の逃亡経路上にある諸氏も同法統とのつながりが深かった。そのため、「大光派」関係の人脈に助けられた若犬丸逃亡の「からくり」に白河結城氏が気付いたとすれば、若犬丸の件を大義名分として田村庄司氏を討伐することが可能となった。実際に本来は白河結城氏と田村庄司氏の間の抗争に過ぎなかったこの争いが、結果的には小山若犬丸や旧南朝勢力、元奥州管領斯波氏と対立していた仁木氏など、本来思惑が異なっていた反鎌倉府勢力の結集の場（実態としては絶望的な反抗）へと変わり、鎌倉公方の親征を伴う「反乱事件」へと転化したのである 。
これによって田村庄司氏は没落して、田村荘は鎌倉府の御料所となり、白河結城氏はその代官として在地支配を広げることに成功するとともに、若犬丸の件と合わせて鎌倉府の歓心を買うことに成功し、鎌倉府の奥羽進出の先導役として位置づけられることになった。また、若犬丸の死によって17年に及んだ一連の「小山氏の乱」を終結させたものの、この過程で鎌倉府が関東・奥羽両地方において軍事力によって主導した地域の再編は、鎌倉府と東国地域においてなお争いの火種をまくことになった（応永7年（1400年）の伊達政宗の乱など）。